# Hlboké
Hlboké este o comună slovacă, aflată în districtul Senica din regiunea Trnava. Localitatea se află la altitudinea de 256 m deasupra n.m., se întinde pe o suprafață de 20,13 km2 și în 2017 număra 921 de locuitori.

## Istoric
Localitatea Hlboké este atestată documentar din 1262.

## Demografie
| An:                | 1994 | 2004   | 2014   | 2024    |
| ------------------ | ---- | ------ | ------ | ------- |
| Număr de persoane: | 872  | 905    | 939    | 1066    |
| Diferență:         |      | +3,78% | +3,75% | +13,52% |

| An:                | 2023 | 2024   |
| ------------------ | ---- | ------ |
| Număr de persoane: | 1030 | 1066   |
| Diferență:         |      | +3,49% |